# Svenska män och kvinnor

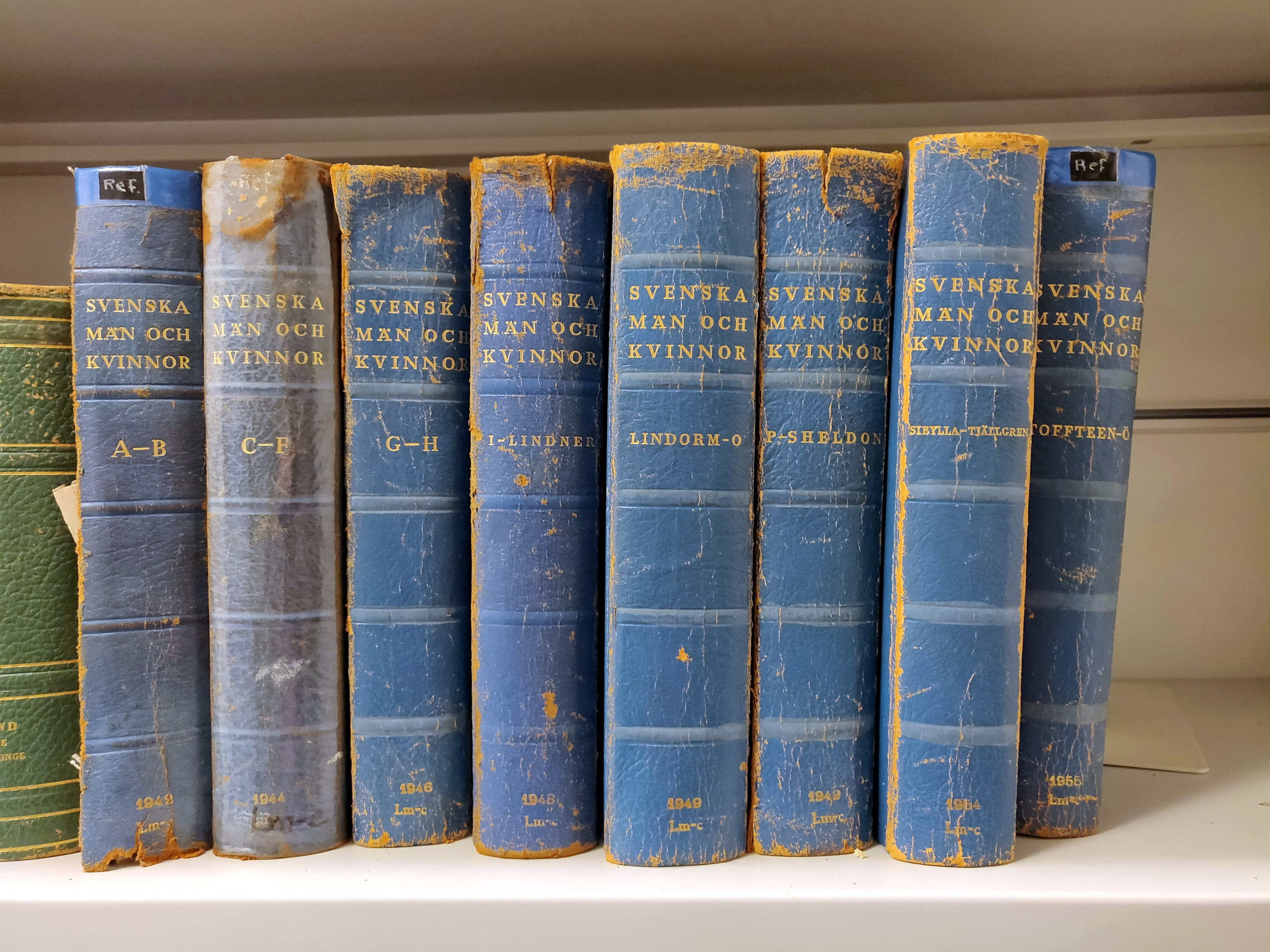
Svenska män och kvinnor på Göteborgs stadsbibliotek.

Svenska män och kvinnor (förkortat SMoK) är ett biografiskt uppslagsverk  utgivet av Bonniers bokförlag i åtta band 1942–1955. 
Uppslagsverkets uttalade syfte var att "ge en större publik lättillgänglig personhistorisk orientering i svensk odling från äldsta tid till vår egen." 
Av biografierna behandlar omkring en tredjedel personer som ännu levde vid tiden för tryckningen, och dessa fick möjlighet att granska biografierna över sig själva. SMoK är populärare upplagd och har kortare artiklar än Svenskt biografiskt lexikon (SBL), men är alltjämt standardverket för biografier över personer som ej tas med i SBL eller som har ett efternamn dit SBL:s utgivning ännu ej hunnit.
De båda första banden redigerades av journalisten och författaren Nils Bohman (1902–1943), varefter amanuensen vid riksdagsbiblioteket, filosofie licentiat Torsten Dahl (1914–1988) övertog ledningen för utgivningen.